# Wetterhorn
Wetterhorn är en bergstopp i kommunen Grindelwald i kantonen Bern i Schweiz. Den är belägen i Bernalperna, cirka 60 kilometer sydost om huvudstaden Bern. Tidigare var berget även känt under namnet Hasle Jungfrau. Toppen på Wetterhorn är 3 690 meter över havet.
Berget bestegs för första gången år 1844. Winston Churchill besteg Wetterhorn 1894.